# Francis Santana
Juan Francisco Santana Solís, más conocido como Francis Santana (Santo Domingo; 20 de junio de 1929 - Santo Domingo; 11 de enero de 2014), fue un cantante dominicano que, en los inicios de la radio y la televisión dominicanas durante la era de Trujillo, fue uno de los primeros vocalistas en proyectarse en esos medios de difusión masiva.

## Biografía
Santana nació en el entonces municipio de San Carlos, hoy devenido en un barrio de la ciudad de Santo Domingo. Su padre, que era cantante, fue de las primeras personas en grabar discos en el país. En 1943 se integró en el trío del guitarrista y compositor Carlos Taylor, presentándose en la emisora HIT. En los años cuarenta realizó presentaciones junto a Paco Escribano en HIZ y en cabarés de moda en la sociedad dominicana.
En 1947 entró como cantante a la orquesta de Antonio Morel. En 1951 pasó a ser artista exclusivo de "La Voz Dominicana" y en 1953 pasó a formar parte de Orquesta Ciudad Trujillo, con la que realizó presentaciones en diversas localidades del Caribe insular.
En los años 50 fue miembro de la Orquesta Angelita y también entró a formar parte de la orquesta de Rafael Solano, con la que trabajaría durante décadas.
Algunas de las composiciones que se hicieron populares en su voz fueron «Salve San Cristóbal» y «Massá Massá», tema  proveniente del folklore haitiano. También «El amor y la aventura», «Ansias», «Y si mañana» y «Te puedo perdonar». Dignos de recordar son, igualmente, los dúos realizados con Rafael Colón y su labor como sonero, en especial su trabajo en el disco En son de felicidad, producido por Víctor Víctor.

## Discografía
- 100 canciones y un millón de recuerdos (1970)
- El Papaupa! La salsa de Santo Domingo (1971)
- Francis Santana (1976)
- En son de felicidad (1977)
- Entre tú y yo (1978)
- Sancocho (1980)
- El Disco de Oro (2000)
- Reserva Musical (2006)
- ¡Esto Es Bolero! (2010)